# Yuliia Sachuk
Yuliia Sachuk (nascida em 25 de abril de 1982, na cidade de Lutsk, na Ucrânia) é uma ativista ucraniana pelos direitos humanos e pessoas com deficiência. Lidera a organização pública de pessoas com deficiência “Fight For Right” e é co-fundadora da agência “Cinema Acessível”.

## Biografia
Yuliia Sachuk nasceu e passou a sua infância na cidade de Lutsk, na Ucrânia. Interessou-se pela defesa dos direitos humanos ainda criança, quando teve que defender seu direito de estudar em uma escola abrangente, ao invés de em um internato para deficientes visuais.
Apesar de todos, tanto familiares quanto amigos, a desencorajarem de estudar na Faculdade de Relações Internacionais, ela queria não só seguir o seu próprio caminho, mas também provar que pode estudar em igualdade de condições com os outros.
Yuliia graduou-se na Universidade Nacional de Volyn, em sua cidade natal, especializando-se em "Relações internacionais". Em 2014, ela foi estudar no programa "Tolerância e não-discriminação", nos Estados Unidos.
Em 2006, a cidade de Lugansk, na Ucrânia, realizou o Primeiro Fórum Ucraniano de Jovens Cegos. O evento contou com a presença de ativistas cegos de diferentes partes da Ucrânia. Após o fórum, surgiu a ideia de criar uma organização pública de cegos, da qual Yuliia participou. A entidade obteria a aprovação da rotulagem de medicamentos em braille, iniciaria um projeto de adaptação da avaliação externa independente de candidatos com deficiência visual, adaptaria em formato de áudio informações sobre os candidatos a deputado nas eleições de 2014 e enviaria instruções aos associados dos colégios eleitorais.
De 2007 a 2011, Yuliia trabalhou como assistente na organização internacional de direitos humanos Anistia Internacional na Ucrânia, onde adquiriu experiência em organizações de ação pública, advocacy e campanhas de lobby.
Em 2016, Yuliia tornou-se coordenadora do projeto "Lute pelo Direito" dentro da "Campanha contra a discriminação". Em 2017, "Fight For Right" passou de um pequeno projeto para uma organização pública liderada por IYuliia Sachuk. A organização implementa com sucesso projetos educacionais e reúne uma equipe de 10 pessoas.
Representou a Ucrânia durante os eventos dos órgãos da ONU sobre questões de deficiência em 2018 em Nova York e em 2019, em Genebra, na Suíça. Em 2020, Yuliia foi apontada como candidata da Ucrânia para o Comitê sobre os Direitos das Pessoas com Deficiência da ONU.

## Reconhecimento
Em 2022, Yuliia Sachuk foi incluída na lista da BBC das 100 mulheres mais inspiradoras do ano.